# Die Pfefferkörner und der Fluch des Schwarzen Königs
Die Pfefferkörner und der Fluch des Schwarzen Königs ist ein deutscher Kinofilm, der am 7. September 2017 erschien. Der Film ist die erste von zwei Bearbeitungen der seit dem Jahr 2000 laufenden Kinder- und Jugendfernsehserie Die Pfefferkörner fürs Kino. In diesem Film, der kurz vor Ausstrahlung der 14. Staffel veröffentlicht wurde, sind vier der fünf Pfefferkörner der 9. Generation, Mia, Alice, Johannes und Benny, die Hauptdarsteller. Weiterer Hauptdarsteller ist Luca, der nur im Film vorkommt. Neben Hamburg spielt der Film auch in Südtirol.
Zum ersten Mal im Fernsehen wurde der Film am 27. Oktober 2019 im Ersten gezeigt. 2021 kam der zweite Kinofilm der Reihe, Die Pfefferkörner und der Schatz der Tiefsee, in die Kinos.

## Handlung
Im Film (wie auch später in der 14. Staffel der Serie) wird nicht gezeigt, wie die Pfefferkörner der 8. Generation Stella, Ramin, Pinja, Till und Jale durch die neuen abgelöst werden.
Zu Beginn des Filmes wird eine Verfolgungsjagd gezeigt (sie endet auf dem Schiff Cap San Diego), in der Mia, Alice und Benny bereits die Pfefferkörner sind und auch von Polizisten als solche bezeichnet werden. Die weitere Handlung des Filmes ist von dieser Verfolgungsjagd losgelöst.
In der Klasse von Benny und Mia ist eine Klassenfahrt nach Südtirol geplant. Ziel ist der Bauernhof, auf dem Luca Gruber zu Hause ist. Da sie Luca anderweitig bereits kennen, skypen sie vorher mit ihm. Dabei warnt er sie zu kommen, wird aber nicht konkret, worauf diese Warnung beruht. Die beiden lassen sich von der Warnung aber nicht abschrecken und nehmen wie geplant teil.
Allerdings wäre die Klassenfahrt beinahe ausgefallen, weil die Lehrerin, die mitfahren soll, erkrankt. Da Bennys Mutter als weibliche Begleitperson einspringt, kann sie aber stattfinden.
Unmittelbar vor der Fahrt stößt Johannes als neuer Schüler zu der Klasse. Er fällt schon dadurch auf, dass er von einem Chauffeur gebracht wird. Außerdem kursiert unter den Schülern das Gerücht, dass er in seiner bisherigen Klasse andere Schüler geschlagen haben soll.
Als die Klasse in Südtirol ankommt, ist Luca von deren Ankunft nicht begeistert. Tatsächlich kommt es bald zu zwei Vorfällen: das Wasser aus einer Quelleinfassung färbt sich schwarz. Dort befindet sich auch das Zeichen des schwarzen Königs. In der Nacht kommt es dann zu einem Brand in einem Tierstall.
Luca berichtet den anderen von merkwürdigen Stimmen und Lichtern in einem alten Stollen. Als am nächsten Tag die Klasse eine Bergwanderung macht, begleitet er sie. Benny, Mia und er setzen sich dann von der Klasse ab und erkunden diesen Stollen. Sie flüchten aber, als die Erscheinungen wieder auftreten.
Zurück auf dem Hof wird gerade Lucas Vater wegen des Brandes verhaftet. Ausgerechnet Johannes, der nicht an der Bergwanderung teilgenommen hatte, weil er sich auf dem Hof umsehen wollte, hatte der Polizei einen Hinweis gegeben, dass er beobachtet hat, wie Lucas Vater eine ganze Kiste leere Flaschen Brandbeschleuniger wegfuhr. Zuvor hatte er Filmausschnitte entdeckt, die zeigten, wie Lucas Vater sich mit jemandem stritt. Die anderen sind über Johannes’ Meldung an die Polizei so entsetzt, dass sie nicht mehr mit ihm reden. Später verschwindet Johannes.
Benny als Computerfreak macht ausfindig, dass Johannes zwischenzeitlich im Internet noch diverse Zeitungsartikel über den Lebensmittelkonzern Levartis aufgerufen hat, der seinen Sitz in Hamburg hat. Daher beauftragen sie Alice, sich in der Zentrale umzuschauen. Dieser gelingt es, dort Fotos von den Plänen einer Wasserabfüllanlage zu machen. Die vier finden heraus, dass die Firma Wasser teuer verkaufen will.
Als Luca seinem Onkel Lorenz, dem Bruder seines Vaters, von seiner Entdeckung berichtet, geht dieser mit ihm zu dem alten Stollen, wo er dann aber überraschend Luca einsperrt.
Benny und Mia fahren mit einer Seilbahn zu deren Bergstation hoch. Dort gelingt es ihnen, die Inhaberin dieser Firma Levartis im Gespräch mit dem örtlichen Bürgermeister, wo es um die Baugenehmigung dieser Wasserabfüllanlage geht, abzuhören.
Es stellt sich heraus, dass der Verkauf von Land des Gruber-Hofs für die Anlage unbedingt erforderlich ist. Onkel Lorenz gehört zu den Verschwörern und geht davon aus, dass Lucas Vater infolge des Prozesses verkaufswillig sein wird. Der Bürgermeister befürwortet die Anlage nicht mehr, weil ihm mittlerweile ein Gutachten über drohende Umweltschäden vorliegt.
An dieser Stelle wird die Abhöraktion von Benny und Mia entdeckt. Sie können zunächst fliehen. Am Schluss laufen sie aber der Inhaberin von Levartis in die Arme, die sie zwingt, ihr den Laptop mit den Aufzeichnungen auszuhändigen. Schließlich werden sie von der Polizei zurück zum Gruber-Hof gebracht.
Luca hat unterdessen im Stollen herausgefunden, dass die Erscheinungen künstlich erzeugt wurden, um neugierige Personen abzuschrecken. Gemeinsam mit Johannes, der auch in dem Stollen gefangen gehalten wird, entdecken sie einen unterirdischen See und können dann durch die Berge flüchten. Sie kommen genau dann am Gruber-Hof an, als die Polizei, die Benny und Mia gebracht hat, wegfahren will. Aufgrund ihrer Aussage wird Onkel Lorenz festgenommen.
Allerdings steht damit nicht die Unschuld von Lucas Vater fest. Außerdem weigert sich die Versicherung, für den Brandschaden aufzukommen.
Um das zu klären, würden sie Bennys Laptop brauchen, den sie in Hamburg, in der Zentrale von Levartis orten. Johannes erklärt den anderen, dass er in seiner früheren Klasse sich gegen die anderen nur verteidigt hat. Die damaligen Mitschüler hatten ihn angegriffen, weil er melden wollte, dass sie andere erpressten.
Er bietet den Pfefferkörnern an, mit dem Privatjet seiner Eltern nach Hamburg zu fliegen und dort den Laptop aus der Konzernzentrale zu holen. Mit gemeinsamen Kräften gelingt ihnen das auch.
Da die Bilanzpressekonferenz des Unternehmens stattfindet, während der das neue Wasser erstmals vorgestellt wird, spielen sie die Aufnahme von der Bergstation dort über Lautsprecher ein. Die Firmeninhaberin wird verhaftet. Als die vier nach Südtirol zurückkehren, kehrt auch gerade Lucas Vater aus dem Gefängnis zurück.

## Drehorte
Drehorte waren die Fanes-Hochfläche und der Große Lagazuoi. Letzterer Berg gehört in Wirklichkeit nicht mehr zu Südtirol, sondern bereits zur weiter südlich liegenden Provinz Belluno. Die auf der Fanes gelegene Lavarellahütte verkörpert im Film den Gruber-Hof.

## Kritik
„„Die Pfefferkörner und der Fluch des schwarzen Königs“ ist ein clever geschriebener und hochspannend konzipierter Kinderkrimi, der locker einen Stern mehr bekäme, wenn die Schauspielleistungen nicht durch die Bank so schwach wären.“

## Nominierungen und Auszeichnungen
- 2017: KIJUKO-Filmpreis[5]
- 2017: EMMI in der Kategorie „Bester Kinderfilm“[6]
- 2018: Nominierung für den Preis der deutschen Filmkritik in der Kategorie „Bester Kinderfilm“[7]
- 2018: Erster Preis beim Kirchlichen Filmfestivals Recklinghausen in der Kategorie „Bester Kinder- und Jugendfilm“[8]
- 2018: Deutscher Filmmusikpreis für den Song Räuber und Gangster in der Kategorie „Bester Song im Film“[9]

## Fortsetzung
2019 wurde eine Fortsetzung mit dem Titel Die Pfefferkörner und der Schatz der Tiefsee gedreht, in dem eine neue Generation eingeführt wird.